# El espontáneo
El espontáneo és una pel·lícula espanyola de 1964 dirigida per Jordi Grau i Solà.

## Sinopsi
Un jove grum d'un hotel de luxe sol fer petits negocis amb la revenda d'entrades de corrides de toros als turistes. Quan és acomiadat del treball de forma injusta no troba cap ocupació i transsita per les tavernes. Pensa que la seva única sortida és en els toros, ofici que considera fàcil i pot sortir de la misèria. La realitat és molt diferent i ha d'acceptar la veritat que es manifesta de forma molt dramàtica. La pel·lícula d'una realitat crua mostra una crítica social.